# Hydraena hyalina
Hydraena hyalina är en skalbaggsart som beskrevs av Perkins 1980. Hydraena hyalina ingår i släktet Hydraena och familjen vattenbrynsbaggar. Inga underarter finns listade i Catalogue of Life.